# Giambattista De Cesari
Giambattista De Cesari (Casalabriva, 1770 – ...) è stato un politico francese.

## Biografia
Corso, emigrò a Napoli nel 1790, ma nel 1799 si spostò in Puglia. Qui si mise a capo di una banda di corsi e divenne casualmente commissario regio, caporivoluzionario sanfedista e dunque generale del cardinale antirepubblicano Ruffo.
Tornato a Napoli, divenne per meriti brigadiere e barone. Non si conoscono la data e il luogo di morte.